# Општина Дента
Општина Дента (рум. Denta) је сеоска општина у округу Тимиш у западној Румунији.

## Природни услови
Општина Дента се налази у источном, румунском Банату, на 15 km Србије и од граничног прелазаSIRUTA код Ватина. Кроз село пролази пут Београд - Темишвар. Село се налази на месту где равничарски део Баната прелази у заталасана побрежја.

## Становништво и насеља
Општина Дента имала је према последњем попису 2002. године 3.187 становника.
Општина се састоји из 4 насеља:
- Брештеа
- Ровиница Маре
- Ровиница Мика
- Дента — седиште општине

## Демографија
Најбројнија етничка група су Румуни са 60%, затим Банатски Бугари (20%) и Мађари (10%). Општина је значајна по присутној српској националној мањини у Румунији, која је данас малобројна, али и даље присутна (5% становништва). Живе у главном насељу, Денти.